# كيث شابمان (كاتب)
كيث شابمان (بالإنجليزية: Keith Chapman)‏ هو كاتب سيناريو بريطاني، ولد في ديسمبر 1958 في نورفك في المملكة المتحدة.

## وصلات خارجية
- كيث شابمان على موقع IMDb (الإنجليزية)
- كيث شابمان على موقع ميوزك برينز (الإنجليزية)
- كيث شابمان على موقع قاعدة بيانات الفيلم (الإنجليزية)